# 紀元前600年
紀元前600年（きげんぜん600ねん）は、西暦（ローマ暦）による年。紀元前1世紀の共和政ローマ末期以降の古代ローマにおいては、ローマ建国紀元154年として知られていた。紀年法として西暦（キリスト紀元）がヨーロッパで広く普及した中世時代初期以降、この年は紀元前600年と表記されるのが一般的となった。

## 他の紀年法
- 干支 : 辛酉
- 日本
  - 皇紀61年
  - 神武天皇61年
- 中国
  - 周 - 定王7年
  - 魯 - 宣公9年
  - 斉 - 恵公9年
  - 晋 - 成公7年
  - 秦 - 桓公4年
  - 楚 - 荘王14年
  - 宋 - 文公11年
  - 衛 - 成公35年
  - 陳 - 霊公14年
  - 蔡 - 文侯12年
  - 曹 - 文公18年
  - 鄭 - 襄公5年
  - 燕 - 宣公2年
- 朝鮮
  - 檀紀1734年
- ユダヤ暦 : 3161年 - 3162年

## できごと

### 中国
- 魯が根牟を奪った。
- 晋の成公・宋の文公・衛の成公・鄭の襄公・曹の文公が扈で会合した。
- 晋の荀林父が軍を率いて陳を攻撃した。
- 宋軍が滕を包囲した。
- 楚軍が鄭を攻撃した。
- 晋の郤缺が軍を率いて鄭を救援した。
- 陳の孔寧・儀行父らが洩冶を殺害した。

## 死去
- 滕の昭公
- 晋の成公
- 衛の成公